# Rómulo Varillas
Rómulo Varillas Talaviña (Callao, Perú, 7 de julio de 1922 - Lima, Perú, 31 de marzo de 1998) fue un cantante peruano de música criolla.

## Biografía
Nació en el Callao el 7 de julio de 1922. Fue hijo de Domingo Varillas Oliva y Margarita Talaviña Zavala con quienes vivió inicialmente en la Calle Loreto en el Callao. Luego se mudarían a un barrio ubicado en lo que es hoy la Avenida Dos de Mayo.
Fue parte del grupo musical Los Embajadores Criollos donde fue primera voz y segunda guitarra junto a Alejandro Rodríguez y Carlos Correa Álvaro. Este grupo se formó en el año 1948, y saltó a la fama en 1950 en Radio Atalaya, siendo protagonistas de la llamada Edad de Oro de la Canción Criolla.
Colaboró con el grupo Los Hermanos Varillas, integrado por sus hermanos Ramón y Aurora en los años 50. Integró también el dúo Los Dos Compadres junto al guitarrista criollo Fernando Loli, siendo voz de recordados temas como «El pirata».
Cuando Rómulo abandonó Los Embajadores Criollos empezó su carrera como solista grabando una producción de boleros en la que destaca el tema "Como dos extraños". Viajó al sur del Perú a realizar presentaciones en la ciudad de Tacna y posteriormente se trasladó a la ciudad chilena de Arica, donde residió hasta finales de los años 80. Sufrió un derrame cerebral que lo dejó inmóvil hasta su fallecimiento en 31 de marzo de 1998.